# Hammarmossen
Hammarmossen är ett naturreservat i Hällefors kommun i Örebro län.
Området är naturskyddat sedan 1973 och är 154 hektar stort. Reservatet består av högmossar med många gölar och enstaka tallar.